# Orden de Nuestra Señora del Monte Carmelo
La Orden de los Hermanos de la Bienaventurada Virgen María del Monte Carmelo (en latín Ordo Fratrum Beatissimæ Virginis Mariæ de Monte Carmelo), también llamada Orden de los Carmelitas, es una orden religiosa católica que surgió alrededor del siglo XII cuando un grupo de ermitaños, inspirados en el profeta Elías, se retiraron a vivir en el monte Carmelo, considerado el jardín de Palestina; de hecho Karm-El significa «la viña de Dios» en las lenguas semíticas de la zona. Se llama a sus frailes y monjas —sin la reforma teresiana— de Carmelitas de la Antigua Observancia.

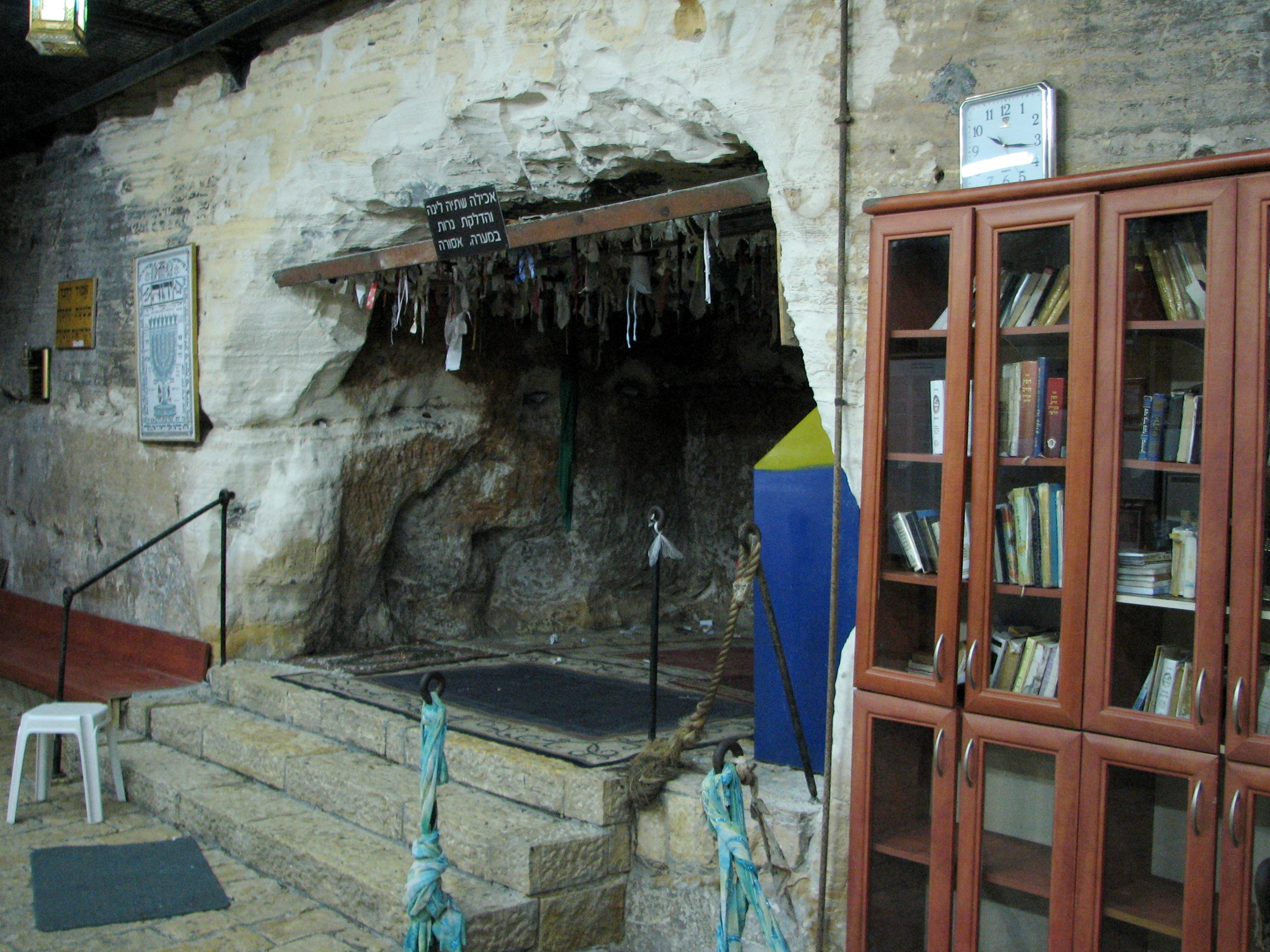
La cueva del profeta Elías.

El lema de su escudo es: ZELO ZELATUS SUM PRO DOMINO DEO EXERCITUUM (Me consume el celo por el Señor, Dios de los Ejércitos).
En medio de las celdas construyeron una iglesia que dedicaron a su patrona, la Virgen María, a quien veneran como Nuestra Señora del Monte Carmelo. Tomaron así el nombre de "Orden de los Hermanos de la Bienaventurada Virgen María del Monte Carmelo". 
El patriarca de Jerusalén, Alberto, les entregó en el año 1209 una regla, que sintetiza el ideal del Carmelo: vida contemplativa, meditación de la Sagrada Escritura y trabajo. Esa regla se convalida con la que rige hasta hoy en el siglo XXI.

## Hábito
La vestimenta carmelita está conformada por una túnica de color castaño y un escapulario del mismo color.
Según la tradición, el domingo 16 de julio de 1251, la Virgen María se apareció en Aylesford, Inglaterra, a San Simón Stock, a quien entregó el escapulario del Carmen. Otro distintivo es la capa blanca, símbolo de la Virgen María quien le anunció que todo aquel que porte un escapulario y estuviera en estado de gracia, no pasará por el fuego del infierno.
En las apariciones de la Cova da Iria, en Fátima, Portugal, en el día 13 de octubre de 1917, la Virgen María también se apareció a los tres pastorcitos con el hábito carmelita (que incluye el escapulario del Carmen).
En las diferentes apariciones marianas en San Sebastián de Garabandal, cerca de la ciudad de Santander, en Cantabria, España entre 1961 y 1965 junto al Arcángel San Miguel a cuatro niñas campesinas, la Virgen María se ha presentado como la "Virgen del Carmel" portando en su mano derecha dicho escapulario marrón.

## Reforma de la Orden
En el siglo XVI español, santa Teresa de Jesús y san Juan de la Cruz impulsaron la reforma de la Orden de Nuestra Señora del Monte Carmelo. Así, fundaron la Orden de los Carmelitas Descalzos (en latín: Ordo Fratrum Discalceatorum Beatissimae Mariae Virginis de Monte Carmelo).

## Ramas de la Orden

### Carmelitas ermitaños

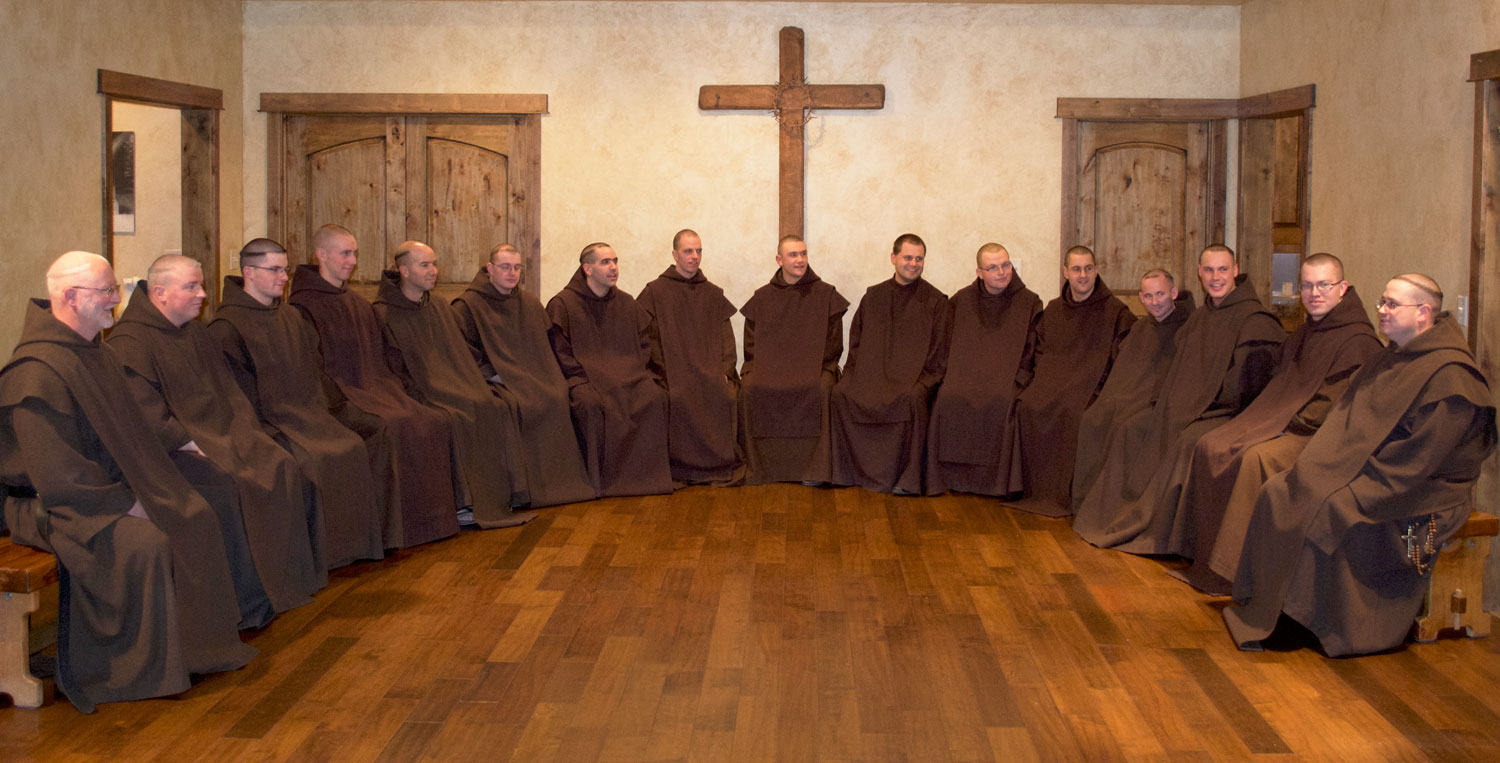
Los Carmelitas ermitaños.

Los Ermitaños de la Bienaventurada Virgen María del Monte Carmelo o Carmelitas ermitaños son una rama de la Orden que se originó con los monjes ermitaños que, desde el siglo XIII, se convirtieron en su mayor parte en frailes mendicantes. Sin embargo, los Carmelitas ermitaños de la rama masculina de la Orden de los Carmelitas no se consideran como frailes carmelitas de la vida activa y apostólica. En la actualidad, los Carmelitas ermitaños son comunidades separadas, hombres y mujeres que viven una vida de clausura, inspirados por la vida monástica antigua Carmelita, bajo la autoridad del Prior General de la Orden Carmelita de la Antigua Observancia (O. Carm.).
Nuestra Señora del Monte Carmelo es la patrona de este tipo de comunidades carmelitas. Esta rama se basa, por regla general, en el primitivo carisma carmelitano de la Antigua observancia, aún compartiendo la riqueza espiritual de la rama reformada de Santa Teresa de Jesús y San Juan de la Cruz.

### Carmelitas descalzos

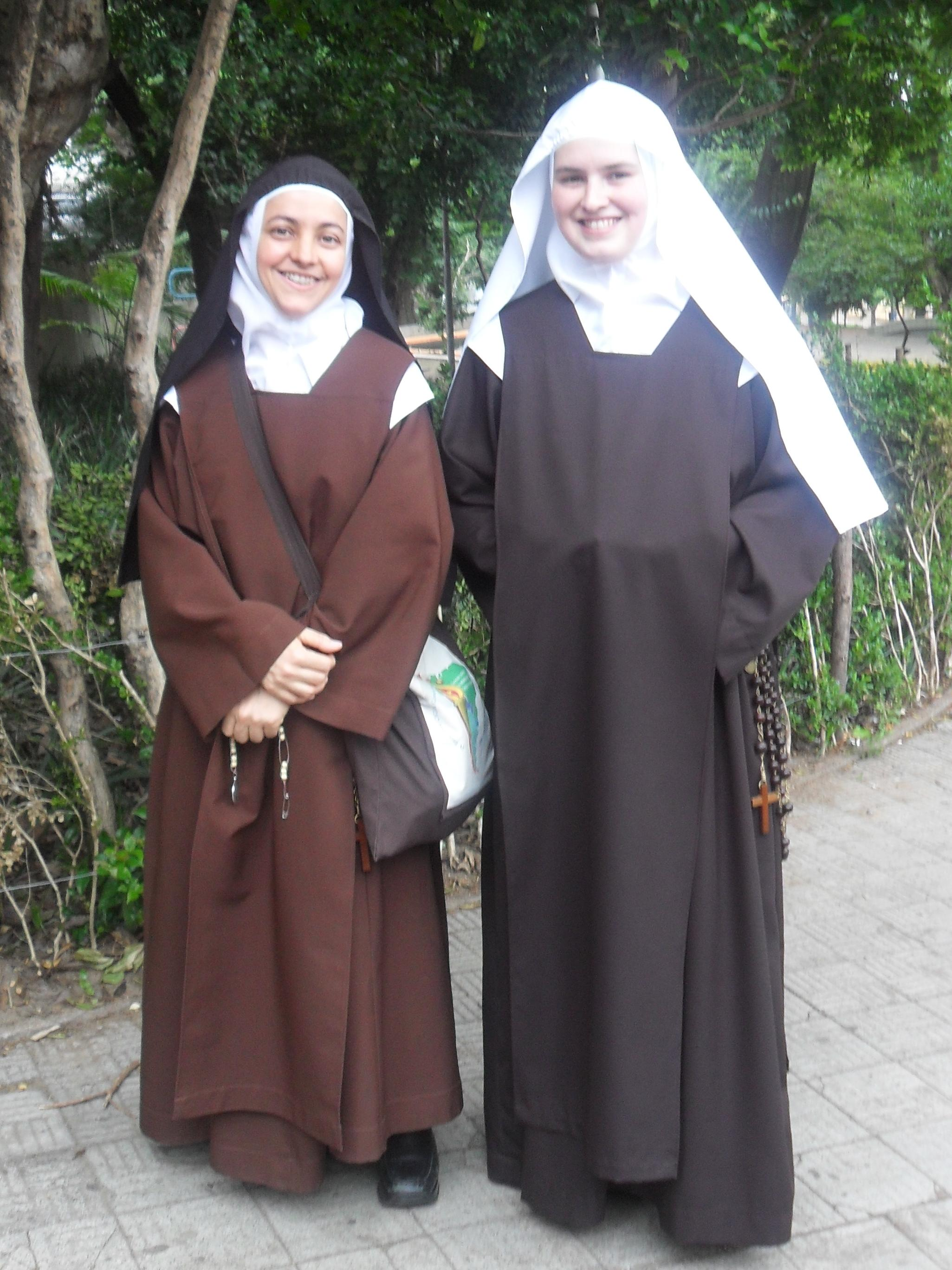
Monjas Carmelitas descalzas.

En el año 1562, santa Teresa de Jesús efectuó una reforma en la orden religiosa y fundó el primer convento de Carmelitas descalzas en la ciudad de Ávila. Posteriormente, junto con San Juan de la Cruz, fundó la Orden de los Carmelitas descalzos.
A partir del año 1562, santa Teresa de Jesús y san Juan de la Cruz impulsaron la reforma del Carmelo, fundando los primeros monasterios de Carmelitas descalzos. La nueva regla busca retornar a la vida centrada en Dios con toda sencillez y pobreza, como la de los primeros eremitas del Monte Carmelo. 
Los Carmelitas descalzos se dividen en tres ramas: frailes (Primera Orden), monjas contemplativas (Segunda Orden) y hermanos terceros o seglares (de la Venerable Orden Tercera de los Carmelitas o del Carmelo Seglar).
Cabe señalar que la Orden de los Carmelitas Descalzos (ocd)  no es una rama bajo la égida de los Carmelitas (O. Carm.)., dado que tras la reforma impulsada por santa Teresa de Ávila y san Juan de la Cruz se fundó como una orden nueva, cuya existencia quisieron infructuosamente eliminar en 1577 los carmelitas no reformados encarcelando al santo fray Juan de la Cruz para que se retractase de la reforma teresiana.

### Carmelitas de la Orden Tercera

Bandera de la Orden Carmelita.

Son la Orden terciaria del Carmelo de la Antigua Observancia. Viven el carisma carmelitano manteniendo sus familias y trabajos habituales (pero en algunas comunidades llegan incluso a recibir el hábito religioso carmelita). Constituyen una verdadera rama de la Orden del Carmen, se comprometen mediante la promesa de vivir los consejos evangélicos (castidad, pobreza y obediencia) y el espíritu de las bienaventuranzas. Estos carmelitas se rigen por la misma Regla de san Alberto de Jerusalén y por constituciones propias.